# Batalha de Velebusdo

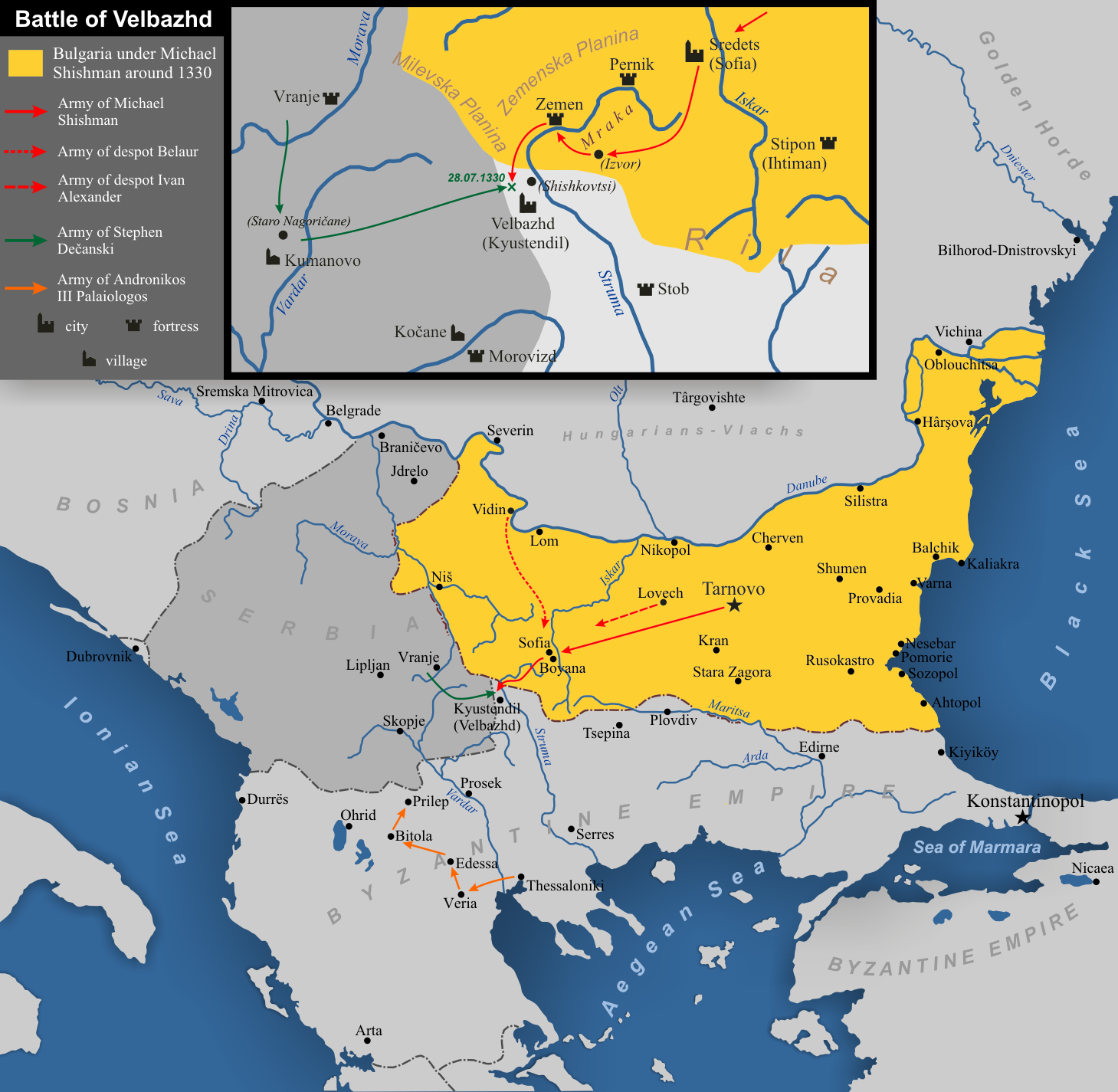
Mapa da Batalha de Velebusdo.

A Batalha de Velebusdo (em latim: Velebusdus; em búlgaro: битка при Велбъжд; romaniz.: bitka pri Velbazhd; em sueco: Битка на Велбужду; romaniz.: bitka na Velbuždu) foi uma batalha que ocorreu entre os exércitos búlgaro e sérvio em 28 de julho de 1330, nas proximidades da cidade de Velebusdo (atual Kyustendil).
O crescente poder do Reino da Sérvia desde o século XIII suscitou sérias preocupações dos poderes tradicionais dos Bálcãs, Bulgária e Império Bizantino, que acordaram para articular ações militares contra a Sérvia em 1327. Três anos depois, o exército búlgaro e o sérvio colidiram na Velebusdo e os búlgaros foram pegos de surpresa. A vitória sérvia passa a formar o equilíbrio de poder nos Bálcãs nas próximas duas décadas. Os búlgaros não perderam território após a batalha, mas foram incapazes de deter o avanço da Sérvia para a Macedónia. A Sérvia conseguiu conquistar a Macedónia e partes da Tessália e Epiro, alcançando sua maior extensão territorial. Seu novo rei Estêvão IV Uresis foi coroado imperador com a ajuda da Bulgária em 1346.